# Marlene van Niekerk

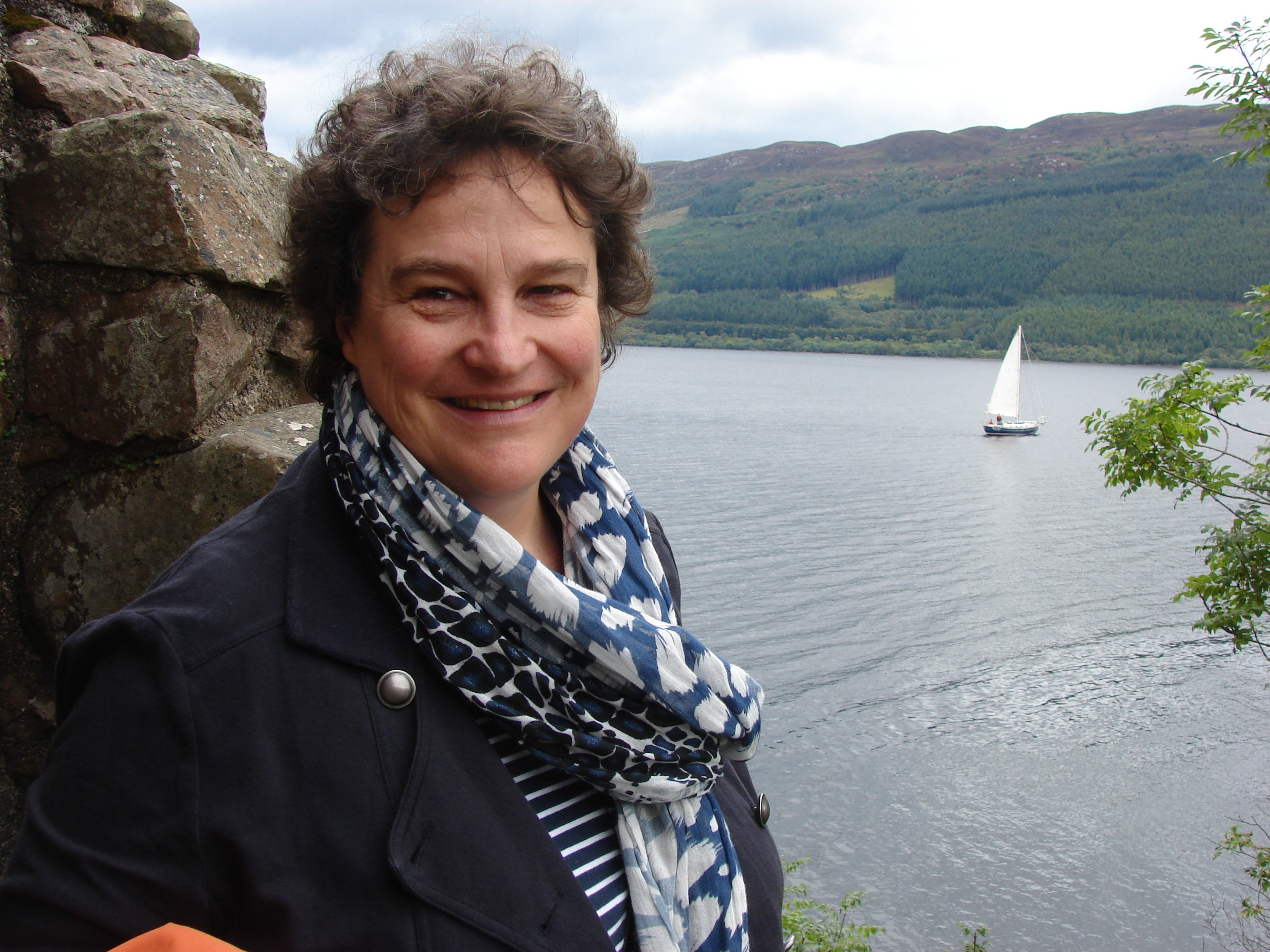
Van Niekerk (2018)

Marlene van Niekerk (* 10. November 1954 auf der Farm Tygerhoek nahe Caledon, Western Cape, Südafrika) ist eine südafrikanische Schriftstellerin und Professorin an der Universität Stellenbosch.

## Leben
Van Niekerk studierte Sprachen und Philosophie an der Universität Stellenbosch. Bereits als Studentin verfasste sie mehrere Theaterstücke. Ihren Master-Abschluss erwarb sie 1978 mit einer Arbeit über Nietzsches Also sprach Zarathustra. Anschließend ging sie nach Deutschland, um sich an Theatern in Stuttgart wie in Mainz als Regisseurin ausbilden zu lassen. Sie wechselte 1980 nach Holland und machte dort 1985 ihren Doktor in Philosophie mit einer Arbeit über Claude Lévi-Strauss und Paul Ricœur.
Sie verfasst ihre Werke, beginnend mit den Gedichtbänden Sprokkelster (1977) und Groenstaar (1983), in Afrikaans. Ihr erster Roman Triomf (Afrikaans für Triumph) erschien 1994 kurz nach den ersten allgemeinen Wahlen in Südafrika und gilt als einer der ersten literarischen Texte des neuen Südafrika nach dem Ende der Apartheid. Der Roman über eine arme weiße Familie aus einem Slum in Johannesburg wurde vom simbabwischen Regisseur Michael Raeburn verfilmt und 2008 auf dem Durban-Filmfestival als bester südafrikanischer Film ausgezeichnet.
Van Niekerk war Lecturer für Afrikaans und Niederländisch an der Witwatersrand-Universität in Johannesburg. Sie ist Professorin für kreatives Schreiben in Afrikaans an der Fakultät für Afrikaans und Niederländisch der Universität Stellenbosch.

## Werke
Gedichte
- Sprokkelster, 1977
- Groenstaar, 1983

Kurzgeschichten
- Die vrou wat haar verkyker vergeet het

Romane
- Triomf, 1994
- Agaat. Tafelberg Publishers, 2004. ISBN 978-0-624-04206-8.
- Memorandum: ’n Verhaal met prente. Mit Illustrationen von Adriaan van Zyl. Human & Rousseau, 2006. ISBN 978-0-7981-4729-3.

## Auszeichnungen
- 1978: Eugène Marais Prize für Sprokkelster
- 1978: Ingrid Jonker Prize für Sprokkelster
- 1995: M-Net Prize für Triomf
- 1995: CNA Literary Award für Triomf
- 1995: Noma-Preis für afrikanische Literatur für Triomf[1]
- 2004: LitNet Dopper Joris-Oskar für Agaat
- 2005: UJ-Prize für Agaat
- 2007: Hertzogprys für Prosa für Agaat
- 2007: C.L. Engelbrecht Prize for literature für Agaat
- 2007: Alan Paton Award für Agaat
- 2014: Hertzogprys für Poesie für Kaar